# 둔포초등학교
둔포초등학교는 대한민국 충청남도 아산시 둔포면에 있는 공립 초등학교이다.

## 학교 연혁
- 1917년 5월 10일: 둔포공립보통학교 개교
- 1945년 8월 15일: 둔포국민학교로 개칭
- 1981년 3월 1일: 병설유치원 개원
- 1993년 3월 1일: 특수학급 편성
- 1996년 3월 1일: 둔포초등학교로 개칭
- 2015년 2월 12일: 제 96회 졸업(졸업생 9630명)
- 2015년 3월 1일: 초등학교 14학급(특수 1학급), 유치원 1학급(특수학급 1) 편성
- 2017년 5월 10일: 둔포초등학교 개교 100주년
- 2018년 2월 13일: 초등학교 14학급(특수학급1, 다문화특별학급1), 유치원 2학급(특수학급 1) 편성
- 2018년 3월 1일: 초등학교 14학급(특수학급1, 다문화특별학급1), 유치원 2학급(특수학급 1) 편성
- 2018년 3월 2일: 배움 나눔 키움의 역량을 多함께 키워가는 둔포초등학교 시업식 및 예비학부모교육

## 참고 자료
- 둔포초등학교 - 한국교육학술정보원 학교알리미